# Tautonim
Tautonim (stgr. ταὐτός „ten sam”, ὄνυμα „imię”) – wyrazy mające podobne lub identyczne brzmienie albo pisownię w różnych (zwykle w dwóch) językach, ale odmienne znaczenie. Czasem zjawisko rozpatrywane na gruncie różnych odmian języka lub różnych systemów terminologii.
Tautonimy często określane są mianem „fałszywych przyjaciół” – takiego określenia w języku francuskim (faux amis) użyli w 1928 roku francuscy autorzy Maxime Koessler i Jules Derocquigny, przedstawiając pozorne ekwiwalenty w relacji francusko-angielskiej. Tautonimy bywają określane także mianem homonimów międzyjęzykowych, mylących podobieństw międzyjęzykowych, złudnych odpowiedników, aproksymatów. 
W węższym znaczeniu tautonimy są traktowane jako podklasa fałszywych przyjaciół tłumacza (w szerokim ujęciu), rozumianych jako wyrazy o zaskakujących różnicach fonetycznych, ortograficznych, o różnicach w budowie słowotwórczej, a także jako frazeologizmy o różnej formie i różnych znaczeniach w dwóch (lub więcej niż dwóch) językach.
Tautonimy mogą utrudniać naukę języków obcych, bywają kłopotliwe również dla lektorów i nauczycieli danego języka. Mogą też nastręczać trudności podczas wykonywania tłumaczeń. Bywają powodem błędów w przekładach, mogąc prowadzić do zabawnych sytuacji, ale też nieporozumień o daleko idących konsekwencjach.
Przykładami tautonimów są: rosyjski diwán (tapczan) i polski dywan, czeski burák (orzech) i polski burak, węgierski komornyik (kamerdyner) i polski komornik, angielski billion (miliard) i polski bilion, jutro – chorwackie jȕtro (ranek), lewak (osoba o skrajnie lewicowych poglądach) – chorw. ljèvāk (mańkut). Przykładem tautonimów o częściowo wspólnym znaczeniu jest polski kibic i niemiecki Kiebitz (osoba kibicująca, ale tylko grającym w szachy lub w karty). Szczególnie problematyczne mogą być wyrazy o przeciwnym znaczeniu, np.: czerstwy – czeskie čerstvý (świeży), rosyjskie zapominat’ znaczy to, co w języku polskim zapamiętać, niemiecki Kriminalist to po polsku śledczy – ktoś, kto tropi przestępców, a nie kryminalista. Pod pojęciem tautonimów można też rozumieć nazwy o zbieżnym brzmieniu, które są używane na określenie różnych pojęć w zależności od odmiany danego języka (dialektu, socjolektu, odmiany standardowej itp.) – lub systemu terminologicznego (np. „język” w sensie anatomicznym, „język” w sensie lingwistycznym); zjawisko to – tautonimia z perspektywy onomazjologii – zbliża się do homonimii i polisemii (z perspektywy semantycznej). 